# Strzępkoskórka kremowa
Strzępkoskórka kremowa (Hyphoderma litschaueri (Burt) J. Erikss. & Å. Strid) – gatunek grzybów z rzędu szczeciniakowców (Hymenochaetales).

## Systematyka i nazewnictwo
Pozycja w klasyfikacji według Index Fungorum: Hyphoderma, Hyphodermataceae, Polyporales, Incertae sedis, Agaricomycetes, Agaricomycotina, Basidiomycota, Fungi.
Gatunek ten opisał w 1926 roku Edward Angus Burt, nadając mu nazwę Corticium litschaueri. Obecną, uznaną przez Index Fungorum nazwę nadali mu 1975 r. John Eriksson i Åke Strid w 1975 r.
Synonimy:
- Basidioradulum alienum Parmasto 1968
- Corticium litschaueri Burt 1926
- Corticium niveum Bres. 1903
- Hyphoderma alienum (Parmasto) Jülich 1974
- Hyphodontia nivea (Bres.) J. Erikss. 1958

Polską nazwę zaproponował Władysław Wojewoda w 2003 r.

## Morfologia
Owocnik
Rozpostarty o grubości do 170 µm. Powierzchnia hymenialna gładka lub grudkowata, na świeżych owocnikach szarobiała, na wyschniętych pomarańczowobiała do jasnopomarańczowej. Brzeg cienki, strzępiasty, tej samej barwy, ale jaśniejszy.
Cechy mikroskopowe
System strzępkowy monomityczny. Strzępki generatywne o szerokości do 3,8 μm, cienkościenne, rozgałęzione, podzielone, zaciśnięte; strzępki bazalne luźne, równoległe do podłoża. Strzępki subhymenium zwarte, pionowe. Cystydy 65,0–79 × 6,2–10 μm, maczugowate zwężające się ku wierzchołkom, cienkościenne do nieco grubościennych, ze sprzążkami u podstawy. Podstawka grzyba|Podstawki 30–40 × 6,2–7,2 μm, maczugowate do prawie cylindrycznych, 4-sterygmowe, ze sprzążką w podstawie. Sterygmy o długości do 6,8 μm. Bazydiospory 12,4–13,8 × 4,8–5,4 μm, niemal cylindryczne do cylindrycznych, gładkie, cienkościenne, niecyjanofilne, nieamyloidalne, z oleistą zawartością.

## Występowanie i siedlisko
Występuje w Ameryce Północnej i Południowej, Eurazji, Australii i na Nowej Zelandii. W Polsce do 2003 roku podano dwa stanowiska. Według W. Wojewody rozprzestrzenienie tego gatunku w Polsce nie jest znane.
Nadrzewny grzyb saprotroficzny. Występuje w lasach liściastych na martwym drewnie, zwłaszcza brzozy i buka. Rozwija się na leżących na ziemi pniach i gałęziach.